# 痩集合
数学の位相空間論において、痩集合 (やせしゅうごう、そうしゅうごう、英語: meager set)または第一類集合 (英語: set of the first category) とは位相空間の部分集合であって下記の厳密な意味において小さいまたは無視可能なものである。痩集合でない集合は痩せていない (英語: nonmeager) または第二類 (英語: of the second category) であると呼ばれる。
固定した空間の痩集合全体はその空間の部分集合全体の中でσ-イデアルをなす; すなわち、痩集合の部分集合は痩集合であり、痩集合の可算和も痩集合である。痩集合はベール空間の概念やベールのカテゴリー定理の形式化において重要な役割をもつ。ベールのカテゴリー定理は関数解析のいくつかの基本的な結果の証明に用いられる。

## 定義
全体を通して {\displaystyle X} は位相空間とする。
{\displaystyle X} の部分集合が {\displaystyle X} において痩せている または {\displaystyle X} の痩集合 または {\displaystyle X} において第一類である とは、それが {\displaystyle X} の疎集合の可算和であることである（ここで、疎集合とはその閉包の内部が空である集合を指す）。"{\displaystyle X} において" という但し書きは、考えている空間が固定されていて文脈から判断できる場合には省略される。
{\displaystyle X} の痩集合でない部分集合は {\displaystyle X} において痩せていないまたは  {\displaystyle X} の非痩集合または {\displaystyle X} において第二類であるという。
位相空間が痩空間（同様に、非痩空間）であるとは、それが自身の位相において痩せている（同様に、痩せていない）ことを言う。
{\displaystyle X} の部分集合 {\displaystyle A} が {\displaystyle X} において補痩である (英語: comeager) または {\displaystyle X} において残留的である (英語: residual) とは、その補集合 {\displaystyle X\setminus A} が {\displaystyle X} において痩せていることをいう（ここでの接頭辞の "co" や "補" は "補有限" のような語における使われ方と同様である）。部分集合が{\displaystyle X} において補痩であるのはそれが {\displaystyle X} の部分集合で内部が稠密なものの可算交叉に等しいとき、かつそのときに限る。
非痩と補痩は全く異なる概念である。{\displaystyle X} 自身が痩せている場合、全ての部分集合は痩かつ補痩な集合だが、非痩ではない。{\displaystyle X} 自身が痩せていない場合、部分集合が痩かつ補痩となることはなく、補痩集合は全て非痩である。また、それ自身とその補集合が共に補痩でなく非痩である集合も存在しうる。
用語の補足点として、位相空間 {\displaystyle X} の部分集合 {\displaystyle A} に {\displaystyle X} からの相対位相を考える場合、それが痩空間であるかどうかを考えることができる。つまり、{\displaystyle A} それ自身が {\displaystyle X} からの相対位相において痩集合になっている場合 {\displaystyle A} は {\displaystyle X} の"痩部分空間"と呼ぶ。重要なことに、これは、全体空間 {\displaystyle X} の位相において痩集合であることと同じではない（この件については後述の性質と例の節を参照）。同様に、"非痩部分空間"も考えることができて、これも全体空間の中で非痩であることではない。しかしながら、注意すべき点として、位相ベクトル空間の文脈においては、"meagre/nonmeagre subspace" という語が全体空間に対して  meagre/nonmeagre な部分ベクトル空間の意味で用いられる場合がある。
第一類、第二類にあたる語 "first category" と "second category" が最初に用いられたのはルネ＝ルイ・ベールの1899年の論文である。"痩せ" にあたる "meager" の語はブルバキの1948年の著作で導入されている。

## 性質
{\displaystyle X} の全ての疎部分集合は痩せている。よって、内部が空な閉集合も痩せている。すなわち {\displaystyle X} の閉非痩集合は空でない内部をもつ。
(1) 痩集合の部分集合は痩集合である; (2) 痩集合の可算和は痩集合である。すなわち、固定された空間における痩集合全体は部分集合全体の中でσ-イデアルをなしていて、ある種の無視可能集合として適切な概念になっている。(1)と同じことであるが、非痩集合の上位集合は非痩集合である。
双対的に、(1) 補痩集合の上位集合は補痩集合である; (2) 補痩集合の可算交叉は補痩集合である。
{\displaystyle A\subseteq Y\subseteq X,} として、ここで {\displaystyle Y} は {\displaystyle X} から誘導される相対位相で考えるものとする。このとき、{\displaystyle A} は {\displaystyle X} において痩せていて {\displaystyle Y} において痩せていないことがありうる。しかしながら次のことは成立する:
- {\displaystyle A} が {\displaystyle Y} の痩集合であるなら {\displaystyle A} は {\displaystyle X} の痩集合である。
- {\displaystyle Y} が {\displaystyle X} において開なら、{\displaystyle A} が {\displaystyle Y} において痩せていることは {\displaystyle A} が {\displaystyle X} において痩せていることと同値になる。
- {\displaystyle Y} が {\displaystyle X}の中で稠密なときも、{\displaystyle A} が {\displaystyle Y} において痩せていることは {\displaystyle A} が {\displaystyle X} において痩せていることと同値になる。

同値なことであるが、非痩集合の方で表現すると:
- {\displaystyle A} が {\displaystyle X} の非痩集合であるなら {\displaystyle A} は {\displaystyle Y} の非痩集合である。
- {\displaystyle Y} が {\displaystyle X} において開なら、{\displaystyle A} が {\displaystyle Y} において痩せていないことは {\displaystyle A} が {\displaystyle X} において痩せていないことと同値になる。
- {\displaystyle Y} が {\displaystyle X}の中で稠密なときも、{\displaystyle A} が {\displaystyle Y} において痩せていないことは {\displaystyle A} が {\displaystyle X} において痩せていないことと同値になる。

特に、上記のリストにおいて {\displaystyle A=Y} の場合を考えると、{\displaystyle X} の部分集合であって、それ自身への相対位相の中で痩せているものは、全体空間 {\displaystyle X} の中でも痩せているし、{\displaystyle X} の非痩部分集合はそれ自身の相対位相で非痩である。そして、{\displaystyle X} の部分集合で開や稠密なものは、それが痩せているかどうかはそれ自身への相対位相において痩せているかどうかと一致する。
位相空間で孤立点を持つものは非痩である（孤立点を要素に持つ部分集合を考えると、孤立点はその集合にとって内点であり、その集合が疎集合になることはできない）。特に、空でない離散空間は非痩である。
位相空間 {\displaystyle X} が非痩であるとき、かつそのときに限り、{\displaystyle X} の稠密開集合の可算交叉は空にならない。
空でないベール空間は非痩である。特に、ベールの範疇定理によって、空でない完備距離空間や空でない局所コンパクトハウスドルフ空間は非痩である。
バナッハの範疇定理: いかなる位相空間 {\displaystyle X} においても、開な痩集合の任意個の和は痩集合になる。

### 痩集合とルベーグ測度
{\displaystyle \mathbb {R} } における痩集合はルベーグ測度 0 を持つとは限らない、それどころか全空間と同じ測度を持つことすらある。例えば、区間 {\displaystyle [0,1]} においてスミス–ヴォルテラ–カントール集合を考えるとこれは閉疎でありながらいくらでも {\displaystyle 1} に近い測度を持つように構成できる。そこでこのような集合を、測度を {\displaystyle 1} に近づけるようにして可算個集めて和をとったものは {\displaystyle [0,1]} において測度が {\displaystyle 1} の痩部分集合となる。
双対的に、測度 0 の非痩集合もありうる。前段で作った測度 {\displaystyle 1} の痩集合の補集合は測度 {\displaystyle 0} で {\displaystyle [0,1]} の中で補痩である。{\displaystyle [0,1]} がベール空間なので、補痩集合は非痩でもあることが分かる。
{\displaystyle \mathbb {R} } の測度 {\displaystyle 0} の非痩集合の他の例としては次のものもある:
{\displaystyle \bigcap _{m=1}^{\infty }\bigcup _{n=1}^{\infty }\left(r_{n}-\left({\tfrac {1}{2}}\right)^{n+m},r_{n}+\left({\tfrac {1}{2}}\right)^{n+m}\right)}
ここで、{\displaystyle \left(r_{n}\right)_{n=1}^{\infty }} は有理数の全体を番号付けした列である。

### ボレル階層との関係
疎集合は閉とは限らないが、閉疎集合の部分集合にはなる（特に、疎集合の閉包は閉疎集合である）。痩集合は {\displaystyle F_{\sigma }} 集合 (閉集合の可算和) そのものであるとは限らないが、痩集合の構成因子の各疎集合の閉包を取ってから和を考えれば、痩せた {\displaystyle F_{\sigma }} 集合の部分集合となる。
双対的に、補疎集合は開集合とは限らないが、稠密な開核を持つ。補痩集合は {\displaystyle G_{\delta }} 集合（開集合の可算交叉）そのものであるとは限らないが、稠密な開核の可算交叉を考えれば、補痩な {\displaystyle G_{\delta }} 集合の上位集合となっていることが分かる。

## 例
空集合はいかなる位相空間においても痩集合である。
痩せていない空間 {\displaystyle X=[0,1]\cup ([2,3]\cap \mathbb {Q} )} において {\displaystyle [2,3]\cap \mathbb {Q} } は痩せているので、{\displaystyle [0,1]} は非痩かつ補痩と言える。
痩せていない空間 {\displaystyle X=[0,2]} において、{\displaystyle [0,1]} は非痩だが補痩ではない。実際、補集合 {\displaystyle [1,2]} は痩せていない。
可算なT1 空間で孤立点を持たないものは痩空間である。なので、それを部分空間として包含するいかなる空間においても痩部分集合となる。例えば、{\displaystyle \mathbb {Q} } は {\displaystyle \mathbb {R} } の痩部分空間（すなわち、{\displaystyle \mathbb {R} } からの相対位相で考えたそれ自身が、自身の痩部分集合）であって、{\displaystyle \mathbb {R} } の痩部分集合でもある。
カントール集合は {\displaystyle \mathbb {R} } の中で疎集合であり、よって痩集合でもある。しかし、それ自身の中では痩せていない。というのも、完備距離空間になっているからである。
集合 {\displaystyle ([0,1]\cap \mathbb {Q} )\cup \{2\}} は {\displaystyle \mathbb {R} } において疎ではないが痩せている。そしてそれ自身の中では痩せていない（というのも、{\displaystyle 2} が孤立点であり、相対位相における内点であるから）。
直線 {\displaystyle \mathbb {R} \times \{0\}} は平面 {\displaystyle \mathbb {R} ^{2}} の中で痩せている。しかし、それ自身の中では痩せていない。
空間 {\displaystyle (\mathbb {Q} \times \mathbb {Q} )\cup (\mathbb {R} \times \{0\})} ({\displaystyle \mathbb {R} ^{2}}からの相対位相で考える) は部分空間として痩せている（前述の例と異なり、{\displaystyle \mathbb {R} \times \{0\}} の周りに有理点があることが影響している）。その痩部分集合 {\displaystyle \mathbb {R} \times \{0\}} は前述の例と同様に自身の中では痩せていない。
{\displaystyle \mathbb {R} } の部分集合 {\displaystyle H} で、全ての空でない開集合を二つの非痩集合に分割するものが存在する。すなわち、任意の空でない開集合 {\displaystyle U\subseteq \mathbb {R} } に対して、{\displaystyle U\cap H} と {\displaystyle U\setminus H} が共に非痩になる。
空間 {\displaystyle C([0,1])} を {\displaystyle [0,1]} 上の実数値連続関数全体に、一様収束性によって位相を定めたものとする。 {\displaystyle A} を {\displaystyle [0,1]} 上の実数値連続関数のうちある点で微分可能なもの全体とすると、これは痩せた集合になる。 {\displaystyle C([0,1])} が完備距離空間なので、それ自身は非痩集合である。よって、{\displaystyle A} の補集合、すなわち、{\displaystyle [0,1]} 上の実数値連続関数で至る所微分不可能なもの（例えばワイエルシュトラス関数など）全体の集合は補痩かつ非痩な集合となる。特にこの集合は空でないので、至る所微分不可能な連続関数の具体例を知らずともその存在を証明する方法の一つでもある。

## バナッハ・マズール・ゲーム
痩集合を用いることでバナッハ・マズール・ゲームにおける概念の有用な代用的特徴づけが行える。{\displaystyle Y} を位相空間とし、{\displaystyle {\mathcal {W}}} を {\displaystyle Y} の部分集合の族であって、その構成要素はいずれも空でない内部をもち、{\displaystyle Y} のいかなる空でない部分集合も {\displaystyle {\mathcal {W}}} に属するような部分集合を持つものとする。そして {\displaystyle X} は何か {\displaystyle Y} の部分集合とする。このとき、バナッハ・マズール・ゲーム {\displaystyle MZ(X,Y,{\mathcal {W}})} を考えることができる。バナッハ・マズール・ゲームにおいては二人のプレイヤー {\displaystyle P} と {\displaystyle Q} が交互に {\displaystyle {\mathcal {W}}} の要素を徐々に小さくなるように選び、列 {\displaystyle W_{1}\supseteq W_{2}\supseteq W_{3}\supseteq \cdots } を作る。プレイヤー {\displaystyle P} が勝つのは、この降下列の共通部分が {\displaystyle X} と交わるときであって、そうでないときプレイヤー {\displaystyle Q} が勝つ。
定理 ― {\displaystyle {\mathcal {W}}} をどのようにとっても {\displaystyle Q} が勝てる必勝戦略があるとき、またそのときに限り {\displaystyle X} は痩集合である。

## エルデシュ-シェルピンスキー双対性
痩集合に関する多くの議論は零集合すなわち、ルベーグ測度 0 の集合にも適用できる。エルデシュ-シェルピンスキー双対定理は連続体仮説を仮定したときに、実数空間上の対合変換であって、零集合の像が痩集合になり、痩集合の像が零集合になるものが存在することを主張する。実のところ、この写像における像が零集合であることは元の集合が痩集合であることと同値になり、像が痩集合であることは元の集合が零集合であることと同値である。